# Brasão de Periquito (Minas Gerais)
O brasão de Periquito é um dos símbolos oficiais do município brasileiro supracitado, localizado no interior do estado de Minas Gerais. Foi criado pela Lei Municipal N.º 018/97, de 18 de abril de 1997, representando a evolução política do município, sua identidade, o desenvolvimento regional, a arte e a cultura.